# George Wall
George Wall (ur. 20 lutego 1885, zm. 1962) – angielski piłkarz, który występował na pozycji pomocnika.
W listopadzie 1903 został zawodnikiem Barnsley, skąd w kwietniu 1906 odszedł za 175 funtów do Manchesteru United. Z United zdobył dwa tytuły mistrza Anglii oraz Puchar Anglii. Biorąc pod uwagę rozgrywki ligowe i pucharowe, wystąpił w United w 319 meczach i zdobył 100 bramek. W marcu 1919 przeszedł do Oldham Athletic za 200 funtów. Grał jeszcze w Hamilton Academical, Rochdale i kilku klubach amatorskich.

## Występy w reprezentacji
W reprezentacji Anglii zadebiutował 18 marca 1907 w meczu przeciwko Walii. W sumie w kadrze narodowej wystąpił siedem razy i zdobył dwie bramki.
| Lp. | Data            | Miejsce             | Mecz              | Wynik | Bramki | Rozgrywki                 |
| --- | --------------- | ------------------- | ----------------- | ----- | ------ | ------------------------- |
| 1.  | 18 marca 1907   | Craven Cottage      | Anglia – Walia    | 1:1   |        | British Home Championship |
| 2.  | 15 lutego 1908  | Solitude Ground     | Irlandia – Anglia | 1:3   |        | British Home Championship |
| 3.  | 3 kwietnia 1909 | Sports Arena, Penge | Anglia – Szkocja  | 2:0   |        | British Home Championship |
| 4.  | 14 marca 1910   | Cardiff Arms Park   | Walia – Anglia    | 0:2   |        | British Home Championship |
| 5.  | 2 kwietnia 1910 | Hampden Park        | Szkocja – Anglia  | 2:0   |        | British Home Championship |
| 6.  | 23 marca 1912   | Hampden Park        | Szkocja – Anglia  | 1:1   |        | British Home Championship |
| 7.  | 15 lutego 1913  | Windsor Park        | Irlandia – Anglia | 2:1   |        | British Home Championship |

## Sukcesy
Manchester United
- Mistrzostwo Anglii (2): 1907/1908, 1910/1911
- Puchar Anglii (1): 1908/1909
- Tarcza Dobroczynności (2): 1908, 1911